# ダニエル・オルトン
ダニエル・オルトン（Daniel Orton、1990年8月6日 - ）は、アメリカ合衆国出身のプロバスケットボール選手。身長208cm、体重120kg。ポジションはセンター。ケンタッキー大学で1年間プレーし、2010年のNBAドラフトでオーランド・マジックに1巡目29位で指名された。

## 経歴
2009年にケンタッキー大学に進学。カレッジキャリアは控え選手だった1年間のみであり、2009-10年シーズンには平均3.4点、3.3リバウンド、1.4ブロック、出場13.2分を記録した。2010年のNBAドラフトにて、1巡目29位でオーランド・マジックに指名された。2012年1月27日のニューオーリンズ・ホーネッツ戦でNBAデビューした。2012年4月15日のクリーブランド・キャバリアーズ戦ではキャリアハイの11点を記録し、また5スチール、4リバウンド、3ブロックを記録した。2011-12年シーズンには16試合に出場して平均2.8点を記録した。
2012年8月4日にはオクラホマシティ・サンダーと契約した。2013年10月16日にはフィラデルフィア・セブンティシクサーズと契約した。2013年11月23日のインディアナ・ペイサーズ戦では10点、10リバウンド、2ブロックを記録し、初めてダブルダブルを達成した。2013-14年シーズンはレギュラーシーズン計51試合に出場。2014年9月29日にはワシントン・ウィザーズと契約したが、翌日には中国プロバスケットボールリーグの山西汾酒猛龍と契約した。2014年12月8日には中国リーグの四川金強藍鯨と契約したが、2015年2月1日には四川との契約を解除した。
2015年2月4日にはフィリピンプロバスケットボールリーグのマグノリア・ホットショッツと契約した。2015年3月11日にはDリーグのグランド・ラピッズ・ドライブに加入し、ドライブでは6試合で平均6.7点、5.8リバウンド、平均18.3分出場を記録した。2015年8月20日にはギリシャA1バスケットボールリーグのAEKアテネBCと契約した。2015年11月12日にはサンタクルス・ウォリアーズに加入した。
2017年7月28日、Bリーグのシーホース三河との契約を発表した。2017-18年シーズンは開幕から38試合すべてに出場し、444得点（1試合平均11.7得点）、258リバウンド（同6.8リバウンド）、79アシスト（同2.2アシスト）を記録していた。2018年2月20日、シーホース三河との契約を双方合意の上で解除して退団。

## NBA個人成績

### レギュラーシーズン
| シーズン | チーム   | GP | GS | MPG  | FG%  | 3P%  | FT%  | RPG | APG | SPG | BPG | PPG |
| -------- | -------- | -- | -- | ---- | ---- | ---- | ---- | --- | --- | --- | --- | --- |
| 2011–12  | マジック | 16 | 2  | 11.7 | .567 | .000 | .440 | 2.4 | .3  | .5  | .6  | 2.8 |
| 2012–13  | サンダー | 13 | 0  | 8.0  | .462 | .000 | .529 | 2.0 | .3  | .3  | .2  | 2.5 |
| 2013–14  | 76ers    | 22 | 4  | 11.4 | .447 | .000 | .767 | 2.8 | .7  | .3  | .7  | 3.0 |
| 通算     |          | 51 | 6  | 10.6 | .485 | .000 | .597 | 2.5 | .5  | .4  | .5  | 2.8 |

### プレイオフ
| シーズン | チーム   | GP | GS | MPG | FG%  | 3P%  | FT%   | RPG | APG | SPG | BPG | PPG |
| -------- | -------- | -- | -- | --- | ---- | ---- | ----- | --- | --- | --- | --- | --- |
| 2012     | マジック | 4  | 0  | 2.3 | .000 | .000 | 1.000 | .5  | .0  | .0  | .0  | 1.0 |
| 通算     |          | 4  | 0  | 2.3 | .000 | .000 | 1.000 | .5  | .0  | .0  | .0  | 1.0 |